# Damrei Phong
Damrei Phong es una comuna (khum) del distrito de Chhloung, en la provincia de Kratié, Camboya. En marzo de 2008 tenía una población estimada de 7198 habitantes.
Se encuentra ubicada al este del país, cerca de la orilla del río Mekong y de la frontera con Vietnam.